# Stakit
Stakit eller stavhegn er en indhegning eller hegnstype, der f.eks. anvendes omkring sommerhushaver eller villahaver.
Stakittet er som regel lavet af træplanker og træstolper. Træet kan være ubehandlet, trykimprægneret og/eller malet. De lodrette planker og stolperne kan have spidse topender evt. med udsmykningsudskæringer.